# Condado de Dyer (Tennessee)
O Condado de Dyer é um dos 95 condados do Estado americano do Tennessee. A sede do condado é Dyersburg, e sua maior cidade é Dyersburg. O condado possui uma área de 1 364 km² (dos quais 41 km² estão cobertos por água), uma população de 37 279 habitantes, e uma densidade populacional de 28 hab/km² (segundo o censo nacional de 2000). O condado foi fundado em 1823.